# Симона Велева
Симона Велева (Симона Здравчева Велева-Стойнова) е български юрист, адвокат, доктор по конституционно право. Преподавател в Американския университет в Благоевград и член на Съвета за електронни медии за мандат 2022 – 2028 година. Изпълнява временно длъжността председателка на СЕМ между октомври 2024 и април 2025 г., когато е официално избрана за председателка с едногодишен мандат.

## Биография
Симона Велева е родена в София и завършва 91-ва гимназия „Проф. Константин Гълъбов“ с преподаване на немски език, след което записва право в Юридическия факултет на Софийския университет „Св. Климент Охридски“. През 2019 година защитава докторска дисертация по конституционно право на тема „Свобода на словото“.
От 2020 година преподава в Американския университет в Благоевград, водейки курсове по медийно право и етика, права на човека в дигиталната сфера и увод в конституционното право и съдебни системи.
Работила е като експерт към Висшия адвокатски съвет, с Асоциацията на европейските журналисти в периода 01.2016 – 01.2022 г. и като адвокат с различни медии и организации.
През 2019 година е отличена в класацията на Forbes България 30 под 30. Има публикации в сферата на конституционното право, медийното право и правата на човека.
Симона Велева е експерт към организациите Digital Freedom Fund и Center for Freedom of the Media, Университета в Шефилд.
През 2022 година е предложена от коалиция Продължаваме промяната – Демократична България и избрана от XLVII народно събрание за член на Съвета за електронни медии.
Като гост-лектор участва в множество семинари, обучения и публични събития.
В неин превод или под нейна редакция излизат различни конституции: италианската, испанската, португалската, американската, Основният закон на Германия, както и редакция на над 1000 страници практика на Федералния Конституционен съд на Федерална република Германия.